# Circuit de Bremgarten
Pour les articles homonymes, voir Bremgarten.
Le Circuit de Bremgarten est un circuit routier de 7,28 km situé à Bremgarten bei Bern, en Suisse, qui a accueilli le Grand Prix automobile de Suisse de Formule 1 entre 1934 et 1954.

## Histoire
Le circuit de Bremgarten est construit en 1931 pour accueillir des compétitions motocyclistes dans la forêt au nord de Berne. Le circuit est fait de nombreux virages rapides, de dénivellations et de courtes lignes droites. La première course automobile se déroule en 1934 et coûte la vie à Hugh Hamilton. Bordé d'arbres, offrant de mauvaises qualités d'éclairage et avec un revêtement non uniforme, le circuit est vite considéré comme dangereux surtout en cas de conditions climatiques humides.
À la suite de la tragédie des 24 Heures du Mans 1955, le sport automobile est interdit sur le territoire suisse. Depuis, le Grand Prix de Suisse s'est déroulé deux fois à Dijon-Prenois (France) en 1975 et 1982.
Le 5 juin 1998, des voitures de course reviennent à Bremgarten pour une course de véhicules anciens suivie par des dizaines de milliers de spectateurs. En 2007, l'interdiction du sport automobile est levée mais le circuit de Bremgarten n'est pas pour autant réutilisé.

### Courses motocyclistes
Le Grand Prix de Berne a lieu à Bremgarten de 1931 à 1937 puis en 1947 et 1948. Ce Grand Prix est l'un des premiers Grand Prix moto organisé dans le cadre du Championnat du monde de vitesse moto, au cours de la saison inaugurale de 1949 puis de 1951 à 1954.

## Événements
- Grand Prix moto de Suisse : 1931 à 1937, 1939, 1949, 1951 à 1954
- Grand Prix automobile de Suisse : 1934 à 1939, 1947 à 1954
- Prix de Berne : 1934 à 1939, 1950 à 1952